# Burni Namgunug
Burni Namgunug är ett berg i Indonesien.   Det ligger i provinsen Aceh, i den västra delen av landet, 1 600 km nordväst om huvudstaden Jakarta. Toppen på Burni Namgunug är 2 108 meter över havet, eller 77 meter över den omgivande terrängen. Bredden vid basen är 0,74 km. Burni Namgunug ingår i Van Daalen Mountains.
Terrängen runt Burni Namgunug är bergig åt sydväst, men åt nordost är den kuperad. Trakten runt Burni Namgunug är nära nog obefolkad, med mindre än två invånare per kvadratkilometer. Det finns inga samhällen i närheten. I omgivningarna runt Burni Namgunug växer i huvudsak städsegrön lövskog.